# Clivinini
Clivinini es una tribu de coleópteros adéfagos de la familia Carabidae.
Contiene alrededor de 820 especies en aproximadamente 70 géneros de distribución mundial.
- Afrosyleter Basilewsky, 1959 c g
- Alpiodytes Jeannel, 1957 c g
- Ancus Putzeys, 1866 c g
- Ardistomis Putzeys, 1846 i c g b
- Aspidoglossa Putzeys, 1846 i c g b
- Basilewskyana Kult, 1959 c g
- Bohemaniella Bousquet, 2002 c g
- Brachypelus Putzeys, 1866 c g
- Cameroniola Baehr, 1999 c g
- Camptidius Putzeys, 1866 c g
- Camptodontus Dejean, 1826 c
- Catalanodytes Sciaky, 1991 c g
- Chaetomargoreicheia Magrini & Bulirsch, 2005 c g
- Climax Putzeys, 1863 c g
- Clivina Latreille, 1802 i c g b
- Clivinarchus Sloane, 1896 c g
- Coryza Putzeys, 1866 c g
- Cryptomma Putzeys, 1846 c g
- Dalmatoreicheia Magrini & Bulirsch, 2005 c g
- Dimorphoreicheia Magrini, Fancello & Leo, 2003 c g
- Forcipator Maindron, 1904 c g
- Halocoryza Alluaud, 1919 i c g b
- Iberodytes Jeannel, 1949 c g
- Italodytes G.Muller, 1938 c g
- Kearophus Dajoz, 2004 c g
- Kenyoreicheia Bulirsch & Magrini, 2007 c g
- Kultianella Perrault, 1994 c g
- Lachenus Putzeys, 1846 c g
- Laoreicheia Balkenohl, 2005 c g
- Leleuporella Basilewsky, 1956 c g
- Lophocoryza Alluaud, 1941 c g
- Mesus Chevrolat, 1858 c g
- Nannoryctes Baehr, 1999 c g
- Nyctosyles Putzeys, 1866 c g
- Obadius Burmeister, 1876 c g
- Orictites Andrewes, 1931 c g
- Orientoreicheia Bulirsch & Hurka, 1994 c g
- Oxydrepanus Putzeys, 1867 i c g b
- Oxygnathopsis Louwerens, 1953 c g
- Oxygnathus Dejean, 1826 c g
- Paraclivina Kult, 1947 i b
- Paracoryza Basilewsky, 1952 c g
- Parareicheia Jeannel, 1957 c g
- Platysphyrus Sloane, 1905 c g
- Pseudoclivina Kult, 1947 c g
- Psilidius Jeannel, 1957 c g
- Pyramoides Bousquet, 2002 c g
- Reicheadella Reitter, 1913 c g
- Reicheia Saulcy, 1862 c g
- Reicheidius Jeannel, 1957 c g
- Rhysocara Sloane, 1916 c g
- Rugiluclivina Balkenohl, 1996 c g
- Schizogenius Putzeys, 1846 i c g b
- Scolyptus Putzeys, 1863 c g
- Semiardistomis Kult, 1950 i c g b
- Sinesetosa Balkenohl, 1996 c g
- Sparostes Putzeys, 1866 c g
- Spelaeodytes L.Miller, 1863 c g
- Stratiotes Putzeys, 1846 c g
- Syleter Andrewes, 1941 c g
- Thliboclivina Kult, 1959 c g
- Trilophidius Jeannel, 1959 c g
- Trilophus Andrewes, 1927 c g
- Typhloreicheia Holdhaus, 1924 c g
- Whiteheadiana Perrault, 1994 c g

Fuentes: i = ITIS, c = Catalogue of Life, g = GBIF, b = Bugguide.net